# Juri Schewzow
Juri Schewzow (russisch Ю́рий Анато́льевич Шевцо́в/Juri Anatoljewitsch Schewzow; eigentlich belarussisch Юры Шаўцоў/Jury Schauzou; * 16. Dezember 1959 in Sluzk, Weißrussische SSR, UdSSR) ist ein belarussischer Handballtrainer und ehemaliger Handballspieler der Sowjetunion. Er selbst verwendet die französische Transkription Iouri Chevtsov.

## Laufbahn
Mit 14 Jahren wechselte er aus Sluzk in das Handballinternat von SKA Minsk. Dort spielte er mit 18 Jahren in der ersten Mannschaft auf Rechtsaußen. Mit Aljaksandr Karschakewitsch bildete er eine „Flügelzange“, die im Weltklubhandball für Jahre ihresgleichen suchte.
Mit 23 Jahren wurde Juri Schewzow Stammspieler der Sowjetischen Männer-Handballnationalmannschaft, für die er 250 Länderspiele absolvierte und mit der er 1982 Weltmeister wurde und 1988 den Olympiasieg errang.

### Karriere in Deutschland
1992 wechselte Juri Schewzow von Minsk zum damaligen Bundesligisten SV Blau-Weiß Spandau (Mitspieler war unter anderem Stefan Kretzschmar). Nach dem Abstieg aus der Eliteklasse übernahm er 1993 bei den Berlinern das Traineramt.
1996 verpflichtete ihn der TBV Lemgo, mit dem er in seiner ersten Saison auf Anhieb das Double – die deutsche Meisterschaft und den DHB-Pokal – gewann. Über seine erste Spielzeit, in der er mit dem TBV die Bundesliga fast nach Belieben dominierte, einen 22:0-Punkte-Startrekord hinlegte und mit zwölf Punkten Vorsprung auf die SG Flensburg-Handewitt die Meisterschaft errang, urteilte die Handballwoche fünf Jahre später: „<Konter, Angriff, Tor> lauteten die drei wesentlichen Worte des besonnenen Belarussen, dessen rasanter Tempohandball die Liga förmlich überrollte. .... So verwundert es kaum, dass der TBV Lemgo auch am kuriosesten Spiel des Jahres beteiligt war. Obwohl Juri Schewzow im OWL-Derby gegen den TuS Nettelstedt nur sechs gesunde Feldspieler zur Verfügung standen, wandelten die Unersättlichen einen 8:19-Rückstand (24.) noch in einen sensationellen 36:30-Sieg um.“
2001 wechselte er zu TUSEM Essen, wo er in seiner letzten Saison das Kunststück fertigbrachte, im Rückspiel (31:22) des EHF-Pokal-Finales gegen den SC Magdeburg die hohe 22:30-Hinspielniederlage wettzumachen.
2005 unterzeichnete er beim damaligen Zweitligisten SG Kronau/Östringen einen Vierjahresvertrag. Mit den Badenern, die sich später in „Rhein-Neckar Löwen“ umbenannten, schaffte er 2006 und 2007 den Einzug in das DHB-Pokal-Finale. Im Mai 2008 feierte er mit dem Erreichen des Endspiels um den Europapokal der Pokalsieger und dem vierten Platz in der Bundesliga den größten Erfolg in der Vereinsgeschichte der Badener, dem er mit der Qualifikation für die Champions League Anfang September die Krone aufsetzte.
In die Saison 2008/09 startete er mit zwei Siegen und 4:0 Punkten. Nach einer 40:42-Heimniederlage gegen den THW Kiel und einem 29:29-Unentschieden in eigener Halle gegen den TBV Lemgo wurde er am 18. September 2008 vom erst seit einem Jahr amtierenden Geschäftsführer Thorsten Storm (bis 2007 in gleicher Funktion bei der SG Flensburg-Handewitt unter Vertrag) entlassen. Kommissarischer Nachfolger wurde Christian Schwarzer. Im Juli 2009 übernahm er das belarussische Nationaltraineramt von Georgi Swiridenko.

## Bundesligabilanz als Spieler
| Saison  | Verein               | Spielklasse | Spiele | Tore | 7-Meter | Feldtore |
| ------- | -------------------- | ----------- | ------ | ---- | ------- | -------- |
| 1992/93 | SV Blau-Weiß Spandau | Bundesliga  | 26     | 89   | 4       | 85       |

## Saisonbilanzen als Trainer
| Saison    | Verein               | Platz | Spiele | S  | U | N  | Tore     | Diff. | Punkte |
| --------- | -------------------- | ----- | ------ | -- | - | -- | -------- | ----- | ------ |
| 1993/94   | SV Blau-Weiß Spandau | 3     | 34     | 24 | 2 | 8  | 795:722  | 73    | 50:18  |
| 1994/95   | SV Blau-Weiß Spandau | 12    | 34     | 13 | 3 | 18 | 764:800  | −36   | 29:39  |
| 1995/96   | SV Blau-Weiß Spandau | 7     | 34     | 16 | 3 | 15 | 799:795  | 4     | 35:33  |
| 1996/97   | TBV Lemgo            | 1     | 30     | 26 | 1 | 3  | 837:707  | 130   | 53:7   |
| 1997/98   | TBV Lemgo            | 2     | 28     | 19 | 2 | 7  | 740:665  | 75    | 40:16  |
| 1998/99   | TBV Lemgo            | 3     | 30     | 22 | 0 | 8  | 758:673  | 85    | 44:16  |
| 1999/2000 | TBV Lemgo            | 4     | 34     | 21 | 5 | 8  | 832:732  | 100   | 47:21  |
| 2000/01   | TBV Lemgo            | 2     | 38     | 28 | 2 | 8  | 977:859  | 118   | 58:18  |
| 2001/02   | TUSEM Essen          | 5     | 34     | 22 | 1 | 11 | 1007:906 | 101   | 45:23  |
| 2002/03   | TUSEM Essen          | 4     | 34     | 22 | 3 | 9  | 983:916  | 67    | 47:21  |
| 2003/04   | TUSEM Essen          | 7     | 34     | 18 | 6 | 10 | 922:875  | 47    | 42:26  |
| 2004/05   | TUSEM Essen          | 7     | 34     | 18 | 3 | 13 | 971:930  | 41    | 39:29  |
| 2005/06   | Rhein-Neckar Löwen   | 6     | 34     | 18 | 2 | 14 | 983:951  | 32    | 38:30  |
| 2006/07   | Rhein-Neckar Löwen   | 8     | 34     | 20 | 2 | 12 | 986:945  | 41    | 42:26  |
| 2007/08   | Rhein-Neckar Löwen   | 4     | 34     | 25 | 2 | 7  | 1095:960 | 135   | 52:16  |
| 2008/09   | Rhein-Neckar Löwen   | -     | 4      | 2  | 1 | 1  | 134:127  | 7     | 5:3    |

## Bundesligabilanz als Trainer
| Saison    | Verein             | Spiele | S   | U  | N   | Tore        | Diff. | Punkte  |
| --------- | ------------------ | ------ | --- | -- | --- | ----------- | ----- | ------- |
| 1996–2001 | TBV Lemgo          | 160    | 116 | 10 | 34  | 4144:3636   | 508   | 242:78  |
| 2001–2005 | TUSEM Essen        | 136    | 80  | 13 | 43  | 3883:3627   | 256   | 173:99  |
| 2005–2008 | Rhein-Neckar Löwen | 106    | 65  | 7  | 34  | 3198:2983   | 215   | 137:75  |
| 1996–2008 | gesamt             | 402    | 261 | 30 | 111 | 11225:10246 | 979   | 552:252 |

## Erfolge

### Erfolge als Nationalspieler
- Weltmeister 1982
- Olympiasieger 1988

### Erfolge als Vereinsspieler
- Europapokalsieger der Landesmeister 1987, 1989, 1990 mit SKA Minsk
- Europapokalsieger der Pokalsieger 1983, 1988 mit SKA Minsk
- Sechsfacher sowjetischer Meister mit SKA Minsk
- Dreifacher sowjetischer Pokalsieger mit SKA Minsk

### Erfolge als Trainer
- Deutscher Meister 1997 mit TBV Lemgo
- DHB-Pokalsieger 1997 mit TBV Lemgo
- Supercupsieger 1997, 1999 mit TBV Lemgo
- EHF-Pokalsieger 2005 mit TUSEM Essen
- Finalist im DHB-Pokal 1999 mit Lemgo, 2003 mit Essen
- Finalist im Europapokal der Pokalsieger 2008 mit den Rhein-Neckar Löwen
- Finalist im DHB-Pokal 2006, 2007 mit den Rhein-Neckar Löwen
- Qualifikation zur Champions League 2008 mit den Rhein-Neckar Löwen

## Auszeichnungen
- Trainer des Jahres 1997